# Giovanni Vincenzo Gonzaga
Giovanni Vincenzo Gonzaga (Palermo, 8 december 1540 - Rome, 23 december 1591) was een zoon van Ferrante Gonzaga en Isabella van Capua. Hij werd in 1578 benoemd tot kardinaal-diaken door paus Gregorius XIII. Giovanni is ook ingetreden tot de Orde van Malta en werd in de orde benoemd tot prior van Barletta. In 1587 benoemde paus Sixtus V hem tot kardinaal van de Santi Bonifacio e Alessio. Toen hij 1591 stierf werd hij daar in de kerk begraven.